# Pygmodeon validicorne
Pygmodeon validicorne är en skalbaggsart som först beskrevs av Bates 1885. Pygmodeon validicorne ingår i släktet Pygmodeon och familjen långhorningar.
Artens utbredningsområde är:
- Costa Rica.
- Panama.

Inga underarter finns listade i Catalogue of Life.